# Dendrelaphis philippinensis
Espèce
Synonymes
- Dendrophis philippinensis Günther, 1879

Dendrelaphis philippinensis est une espèce de serpents de la famille des Colubridae.

## Répartition
Cette espèce est endémique des Philippines. Elle se rencontre à Basilan, à Mindanao, à Samar, à Leyte, à Bohol, à Cebu, à Catanduanes, à Polillo, à Kalotkot et à Luçon.

## Étymologie
Son nom d'espèce, composé de philippin[e] et du suffixe latin -ensis, « qui vit dans, qui habite », lui a été donné en référence au lieu de sa découverte.

## Publication originale
- Günther, 1879 : List of mammals, reptiles, and batrachians sent by Mr. Everett from the Philippine Islands. Proceedings of the Zoological Society of London, vol. 1879, p. 74-79 (texte intégral).